# Feridun Kıroğlu
Feridun Kıroğlu (* 25. Oktober 1994 in Hayrat) ist ein türkischer Fußballspieler.

## Karriere
Kıroğlu begann mit dem Vereinsfußball in der Jugend des Istanbuler Vereins Fatih Karagümrük SK und spielte anschließend für die Nachwuchsbereiche von Istanbul Büyükşehir Belediyespor, Eyüpspor,  Merter SK und Bayrampaşaspor. Zur Saison 2014/15 erhielt Kıroğlu bei letzterem einen Profivertrag und gehörte bei diesem Istanbuler Drittligisten fortan zur Profimannschaft. Sein Debüt für diese gab er am 31. August 2014 in der Auswärtsligapartie gegen Aydınspor 1923. In dieser Partie erzielte er auch sein erstes Tor im Profibereich. Fortan war Kıroğlu die nächsten zwei Spielzeiten als Stammspieler nahezu immer gesetzt.
Nachdem er zum Sommer 2016 mit seinem Team den Klassenerhalt in der TFF 2. Lig verfehlt hatte, wechselte er in die TFF 1. Lig zum Aufsteiger Bandırmaspor.